# Råholmen (i Grabbskog Storträsket, Raseborg)
Råholmen är en ö i Finland. Den ligger i sjön Grabbskog Storträsket och i kommunen Raseborg i den ekonomiska regionen  Raseborg  och landskapet Nyland, i den södra delen av landet, 90 km väster om huvudstaden Helsingfors. Öns area är 1,5 hektar och dess största längd är 210 meter i nord-sydlig riktning.